# 野口聖
野口 聖（のぐち きよし、1941年（昭和16年）9月14日 - ）は、日本の政治家。元大阪府岸和田市長（2期）。

## 来歴
大阪府立岸和田高等学校卒業。1964年（昭和39年）3月、立命館大学経済学部卒業。同年4月、岸和田市役所に入所。1999年（平成11年）4月、岸和田市役所の収入役に就任。2005年（平成17年）3月、同市役所を退職。
2005年（平成17年）11月27日執行の岸和田市長選挙に無所属で出馬。大阪市立大学名誉教授の谷口誠、元岸和田市議会議員の〆野久寿喜、元岸和田市役所職員の西川治ら3人の候補者を破り、初当選。得票数は、野口：30,910票、谷口：26,827票、〆野：20,661票、西川：4,373票。投票率は、52.66％。同年12月15日、市長に就任。
2009年（平成21年）11月29日執行の岸和田市長選挙に自由民主党の推薦を受けて無所属で出馬。会社役員の西出秋雄（無所属・民主党推薦）を接戦の末に破り、2期目の当選を果たした。野口：36,902票、西出：34,295票。投票率は、45.27％。
2013年（平成25年）4月17日、翌年末の「KEIRINグランプリ2014」の誘致（岸和田競輪場・首都圏以外で初開催となる）に成功。同年の7月31日、次期市長選挙には出馬しない意向を表明した。
2014年（平成26年）春、旭日小綬章。